# International Natural Bodybuilding Association
A INBA, sigla para International Natural Bodybuilding Association, é uma associação australiana fundada por Wayne McDonald que promove competições de fisiculturismo. A associação é responsável pela competição intitulada Bikini Masters World Championships, que no ano de 2013 foi vencida pela brasileira Marcia Mikhael, na Grécia.